# قوطی (ترانه)
«قوطی» (به انگلیسی: Container) ترانه‌ای سروده و خوانده شده توسط خواننده-ترانه‌پرداز آمریکایی فیونا اپل می‌باشد. این ترانه برای تیتراژ سریال درام شوتایم رابطه مورد استفاده قرار گرفته‌است.

## پذیرش
انترتینمنت ویکلی این ترانه را «زیبا» و «پریشان‌کننده» توصیف نموده‌است. رولینگ استون نیز آن را «کمیاب» و «فراموش نشدنی» فرا خوانده‌است.